# 广南杜鹃
广南杜鹃（学名：Rhododendron guangnanense）为杜鹃花科杜鹃花属下的一个种。

## 扩展阅读
- 維基物種上的相關：广南杜鹃